# Viceversa (film)
Viceversa (titlu original: Switch) este un film american de comedie de fantezie din 1991 regizat de Blake Edwards. Rolurile principale au fost interpretate de actorii Ellen Barkin, Jimmy Smits, JoBeth Williams și Lorraine Bracco. Scenariul este bazat pe o piesă de teatru din 1959 a lui George Axelrod, Goodbye Charlie.

## Distribuție
- Ellen Barkin - Amanda Brooks
- Jimmy Smits - Walter Stone
- JoBeth Williams - Margo Brofman
- Lorraine Bracco - Sheila Faxton
- Tony Roberts - Arnold Freidkin
- Perry King - Steve Brooks
- Bruce Payne - The Devil (as Bruce Martyn Payne)
- Lysette Anthony - Liz
- Victoria Mahoney - Felicia
- Basil Hoffman - Higgins
- Catherine Keener - Steve's Secretary
- Kevin Kilner - Dan Jones
- David Wohl - Attorney Caldwell
- James Harper - Lieutenant Laster
- John Lafayette - Sergeant Phillips
- Téa Leoni - Connie, The Dream Girl
- Faith Minton - Nancy, The Bouncer
- Ben Hartigan - Minister

Vocea lui Dumnezeu este interpretată de Linda Gary și Richard Provost.